# Sirka
Sirka é uma vila no distrito de Hazaribag, no estado indiano de Jharkhand.

## Demografia
Segundo o censo de 2001, Sirka tinha uma população de 20 170 habitantes. Os indivíduos do sexo masculino constituem 53% da população e os do sexo feminino 47%. Sirka tem uma taxa de literacia de 57%, inferior à média nacional de 59,5%: a literacia no sexo masculino é de 66% e no sexo feminino é de 46%. Em Sirka, 14% da população está abaixo dos 6 anos de idade.